# 東華三院李東海小學教師校內自殺事件
東華三院李東海小學教師校內自殺事件發生於2019年3月6日，於天水圍東華三院李東海小學任教的女教師林麗棠疑因工作壓力於校內跳樓自殺，事後矛頭只是指向該校校長羅婉儀多番針對留難死者，以及其他種種劣行，引起社會關注，要求為死者討回公道。
事發近半年後，校長羅婉儀最終被解僱。事件亦促使香港教育局重新審視學校投訴機制。

## 源起及經過
2019年3月6日早上7時許，警方接報有人在位於天水圍的東華三院李東海小學墮樓，救護員趕到現場發現在該校任教的林麗棠老師倒卧在有蓋操場外空地，證實已死亡，經調查後相信她在學校六樓攀過走廊圍欄墮下。現場沒有發現遺書。由於當時正值學生上課時間，校方以圍板圍封現場，避免學生目睹情況，並安排學生如常上課及在小息時不可落操場，須留在課室。
死者為48歲女教師林麗棠，她早於1996年入職東華三院姚達之下午校，其後學校改名為東華三院李東海小學，已任職23年，近年主要任教中文科及擔任校內的圖書科長。報道稱三名胞弟妹接通知趕到學校，他們透露死者生前曾經訴說工作壓力大，又指「校長好多無理要求」，並稱「佢（死者）一向同學校關係唔係咁好」。

### 墮斃前夕遭校長責罵痛哭
事後傳媒作深入報道，《蘋果日報》引述其他同事透露林麗棠在校內工作量甚大，更遭校長羅婉儀多番針對留難，情緒一直飽受困擾。其中林麗棠2019年2月底起病重，卻在病假期間羅婉儀要求她回校工作，又以處事不力為由要求死者回家寫悔過書，同事稱當時步出校長室後走到教員休息室哭成淚人。至2019年3月5日，即林麗棠自殺的前一天，她交回悔過書，惟羅婉儀仍未滿意，報道稱林麗棠哭訴「今次校長要迫走我」，並在當日早退回家，懷疑此事為自殺導火線。

### 事發前夕曾赴東華三院總部投訴
《蘋果日報》亦報道指，林麗棠自殺前一日曾親自到東華三院總部教育科投訴，要求與東華三院學務總主任吳奇壎會面，惟吳奇壎當時卻身在東莞，接見林麗棠的東華三院小學部學務主任周志堅卻直接向校長羅婉儀查詢林麗棠在校內的情況。

### 校長即日撰寫報告解畫
羅婉儀於事發當天即撰寫報告解畫，稱已作安排支援林麗棠面對壓力，並指因林麗棠漏發通告，於2月28日林麗棠「病假期間自行回校」時「適時約林老師面談」，但當日林麗棠聲沙未能回應，於是3月5日再與林麗棠面談「指導恰當行政程序」。從報告可見，羅婉儀早知林老師睡眠不足、情緒不穩和身體不適，聲稱校方「體諒和彈性處理教師病假」，即使來不及取得校長同意，也由副校長安排予以早退和請假等。

## 校長其他劣行
另有報道在未經證實下指出羅婉儀並非只針對林麗棠，而是一直以來均有不少劣行，其他教職員只是「敢怒不敢言」：
- 有該校教師表示，羅婉儀經常在教職員全體會議提出問題，然後要求個別老師站起來解釋，但老師說不到兩句便會被校長拍桌打斷，直接指出其問題和責罵。該教師又稱有同事因病請假，也會在會議中遭受批評，羅婉儀更曾說：「我呢就唔會畀自己病！作為一個老師，你要照顧好自己健康！」（我就不會讓自己生病；作為一個老師，你應該照顧好自己的健康）
- 2018年9月16日颱風山竹襲港，因香港的道路交通受到廣泛破壞，教育局宣佈翌日（9月17日）全港停課。羅婉儀卻在十號風球下向全體老師發電郵，要求老師翌日須準時上班處理事務，強調「學生停課都唔代表老師要停工」（學生停課不代表老師停工）
- 有李東海小學教師分別在2015年及2018年匿名向東華三院投訴羅婉儀，惟東華兩次均接受羅婉儀書面解釋；羅婉儀事後在學校教職員大會上炫耀，稱「搵吓文件解釋就搞掂啦」（拿些文件解釋便能解決），並恐嚇老師「唔好再諗住投訴」（別再想投訴）。
- 校長羅婉儀不時指示教職員或工友為她處理未必跟教學有關的工作。有一次，羅婉儀因扭傷腳未能回校，遂要求校工將文件送到府上，並要對方為她買早餐。其後，校工需於她的門外等候，至她完成文件後始能離去。

## 各界反應

### 王賢誌Facebook親自回應
曾為藝人的東華三院主席王賢誌在事件發生後三日於Facebook專頁發文，稱事件「令我感到十分震驚及難過，心情久久也不能平復」，並於翌日親自到學校了解事件，以及慰問家屬和校內教職員，並公開承諾會徹查真相。不過，有網民擔憂王賢誌此舉「純粹為自己添光環」、「人地星期日休息，仲要人地專登返去，似係做騷，完全冇諗過人地感受」。王賢誌則親自回覆稱並非「做show」，而是家屬與校方在衡量過後，為免影響平日學生上課，而挑選於星期日去到現場進行拜祭，又表示當其他教職員知道安排亦自發出現，所以才選擇星期日跟他們會面。他又嘆謂「怎做也有反對聲音」。

### 「有心人」聯署撐校長
連日外界矛頭均直指羅婉儀，不過一群自稱校長、教師和「教育有心人」卻於2019年3月14日發起聯署，指對林麗棠不幸離世深感哀痛，但結果事件演變成社會聲討教育負責單位的不是，「是我們一眾滿懷理想從事教育工作的人始料不及和甚感心痛的」，批評聲討、怪罪、搏掌聲的文化造成教育界對立分化，無助改善教育制度。有參與聯署者在聯署網站留言指，責罵與聲討解決不了問題，亦有人稱「希望傳媒停止妖魔化校長」、「校長也是人，沒完沒了的逼迫，是否要當事人以死謝過才收手」。聯署者包括香港教育工作者聯會副主席胡少偉、李求恩紀念中學校長賴炳華、香港能仁專上學院校長黃景波、中華基督教會拔臣小學校長劉餘權等。

### 千教師聯署促獨立調查
在「教育有心人」聯署出現後，超過1000名大專教授、中小學教師和退休校長於2019年3月17日具名聯署，表示教師就學校管理問題向教育局申訴無果的情況絕不罕見，直指現存投訴機制有問題，認為應交予獨立及具代表性的組織處理教師投訴。聲明指，教育局新制訂的校本處理投訴機制，將大部分的投訴交回學校處理，但校董會開會次數有限，未能處理所有針對校長及管理層的投訴，必須要設立具公信力的第三方來處理問題。參與聯署的包括香港教育大學副教授梁恩榮、禮賢會學校校長關淑玲、中學教師周子恩、退休教師韓連山等。

### 教協要求召開死因研訊
香港教育專業人員協會於2019年3月22日分別去信死因庭、律政司及警務處，以工會身分要求就其會員林麗棠的死亡事件召開死因研訊。教協表示，因應事件涉及重大公眾利益及廣大教師的人身安全，教協首次以工會身分要求召開死因研訊。

### 校長與羅倩兒校長的關係
校長羅婉儀與羅倩兒校長沒有任何親屬關係。

## 事後跟進

### 校長疑不堪壓力入院
女教師墮樓事件曝光後，涉事校長羅婉儀一直未有露面回應及解釋，並隨即休假，其Facebook個人帳戶工作狀態亦改為李東海小學的「前任女校長」。及後有傳媒揭發羅婉儀疑因備受各界批評不堪壓力，於3月中旬到威爾斯親王醫院急症室求診，並轉介到沙田醫院精神科，入住該院精神科病房。

### 資深主任署任校長一職
自羅婉儀請病假後，其校長職務一直未有人暫代，校方本屬意由副校長蔡淑萍及鄭月嫦署任，但東華三院董事局與校內老師會面時，有老師當面表達對蔡不滿，指其處事作風與羅相若，若由蔡帶領學校有如在老師傷口上灑鹽。東華三院其後決定不安排兩名副校長署任校長，至4月初始公布由校內最資深的主任、聯課活動主任曾玉蓮署任校長一職。

## 尾聲

### 校長終被解僱
東華三院李東海小學法團校董會成立的獨立調查委員會至7月底提交報告，校董會於8月8日審議報告後宣布，不接受羅婉儀提出的「有條件辭職」，決定將羅婉儀即時解僱。東華三院執行總監蘇祐安表示，羅婉儀管理學校方式不理想，與同事溝通不達標，處理校政亦無充分諮詢，校董會認為羅婉儀需要對事件承擔責任，雖然她提出免除繳付 3 個月代通知金即時辭職，但這做法不能反映足夠承擔，校董會最終大比數通過即時解僱羅婉儀。2020年，羅婉儀向勞資審裁處提起訴訟，指控校董會無理由解雇她，要求追討超過860萬元的賠償，同時要求恢復其職位。

### 當局審視學校投訴機制
教育統籌委員會成立的校本管理專責小組重新審視學校投訴機制，建議教育局擴大現時由獨立人士組成、負責處理家長、學生或公眾人士投訴的「學校投訴覆檢委員團」職能，日後可覆檢教師向學校和教育局提出的投訴個案。

### 死因研訊
死因庭裁定林麗棠死於自殺。死因裁判官周慧珠認為，林麗裳選擇在校內跳樓，是想令羅婉儀的事業一併完結，又指若羅婉儀未有在三月五日再召見林麗裳，或者羅婉儀撤回要求林麗裳辭職的說話，或者林麗裳被召見時副校長能為她澄清等，林麗裳的死是可以避免。

## 外部連結
- 香港教育專業人員協會：教協公布教師墮樓事件跟進行動 檢討校本管理政策 從制度建立關愛互信的校園[]
- 東華三院：東華三院李東海小學事件獨立調查委員會報告建議
- 教育統籌委員會：校本管理政策專責小組檢討報告（页面存档备份，存于）